# Coubon
Coubon település Franciaországban, Haute-Loire megyében. Lakosainak száma 3137 fő (2022. január 1.). Coubon Arsac-en-Velay, Brives-Charensac, Chadron, Cussac-sur-Loire, Lantriac, Le Monastier-sur-Gazeille, Le Puy-en-Velay és Saint-Germain-Laprade községekkel határos.

## Népesség
A település népességének változása:
| Lakosok száma | 1115 | 2047 | 2562 | 3035 | 3062 | 3145 | 3243 | 3258 | 3216 | 3137 |
|               | 1968 | 1982 | 1990 | 2006 | 2013 | 2015 | 2017 | 2019 | 2020 | 2022 |